# سرديان رادونيتش
سردجان رادونيتش (وُلد في 8 أيار 1981) هو لاعب كرة قدم محترف سابق من الجبل الأسود، وكان يشغل مركز المهاجم.
مثّل سردجان صربيا والجبل الأسود في دورة الألعاب الأولمبية الصيفية عام 2004. ثم مثّل لاحقًا منتخب الجبل الأسود، بعد أن أعلنت البلاد استقلالها عن اتحاد الدولة مع صربيا.

## مسيرته الرياضية
المسيرة مع الأندية
انتقل سردجان إلى نادي بارتيزان في كانون الثاني عام 2004، ووقّع عقدًا مدته أربع سنوات. وبقي في النادي لمدة ثلاث سنوات تالية، حتى كانون الثاني عام 2007. في بطولة الدوري المحلي، سجّل سردجان ما مجموعه 33 هدفًا في 57 مباراة، وأصبح أيضًا هدّاف الدوري في موسم 2005–2006 بعد أن أحرز 20 هدفًا.
المسيرة الدولية
كان سردجان عضوًا في منتخب صربيا والجبل الأسود تحت 23 عامًا في دورة الألعاب الأولمبية الصيفية عام 2004، حيث أنهى الفريق مشاركته في المركز الرابع في المجموعة الثالثة، خلف كل من الأرجنتين (الفائزة لاحقًا بالميدالية الذهبية)، وأستراليا، وتونس.
مثّل سردجان منتخب الجبل الأسود وشارك لأول مرة في كأس كيرين عام 2007 في اليابان، حيث لعب أمام أصحاب الأرض وأمام كولومبيا. خاض ما مجموعه 3 مباريات دولية، دون أن يسجل أي هدف.
| الموسم    | الدوري (مباريات) | الدوري (أهداف) | الكأس (مباريات) | الكأس (أهداف) | القاري (مباريات) | القاري (أهداف) | المجموع (مباريات) | المجموع (أهداف) |
| --------- | ---------------- | -------------- | --------------- | ------------- | ---------------- | -------------- | ----------------- | --------------- |
| 2003–2004 | 11               | 3              | 1               | 1             | 0                | 0              | 12                | 4               |
| 2004–2005 | 17               | 10             | 3               | 2             | 1                | 1              | 21                | 13              |
| 2005–2006 | 28               | 20             | 2               | 0             | 3                | 3              | 33                | 23              |
| 2006–2007 | 1                | 0              | 0               | 0             | 1                | 0              | 2                 | 0               |
| المجموع   | 57               | 33             | 6               | 3             | 5                | 4              | 68                | 40              |

## الإنجازات

### مع الأندية
بارتيزان
- دوري الدرجة الأولى لصربيا والجبل الأسود: 2004–05

بودوتشنوست بودغوريتسا
- دوري الجبل الأسود الممتاز: 2011–12
- كأس الجبل الأسود: 2012–13

سوتييسكا نيكشيتش
- دوري الجبل الأسود الممتاز: 2013–14

### فردية
- هدّاف دوري صربيا والجبل الأسود الممتاز: 2005–06

## روابط خارجية
- Srđan Radonjić على موقع الاتحاد الأوربي (الإنجليزية)
- Srđan Radonjić على موقع قاعدة بيانات كرة القدم.إي يو (الإنجليزية)
- Srđan Radonjić على موقع ناشيونال فوتبول تيمز (الإنجليزية)
- Srđan Radonjić على موقع Soccerway.com (الإنجليزية)
- Srđan Radonjić على موقع عالم كرة القدم.نت (الإنجليزية)
- Srđan Radonjić على موقع أوليمبيديا (الإنجليزية)